# Roza (Lípetsk)
|  | Per a altres significats, vegeu «Roza». |

Roza (en rus: Роза) és un poble (un possiólok) de l'óblast de Lípetsk, a Rússia, que el 2013 tenia 209 habitants. Pertany al districte rural de Griazi.